# Pristaulacus tricolor
Pristaulacus tricolor är en stekelart som beskrevs av Gyöö Viktor Szépligeti 1903. Pristaulacus tricolor ingår i släktet Pristaulacus och familjen vedlarvsteklar. Inga underarter finns listade i Catalogue of Life.